# Гельня
Гельня (пол. Gielnia) — село в Польщі, у гміні Заклікув Стальововольського повіту Підкарпатського воєводства.
Населення — 152 особи (2011).
У 1975-1998 роках село належало до Тарнобжезького воєводства.

## Демографія
Демографічна структура станом на 31 березня 2011 року:
|          | Загалом | Допрацездатний вік | Працездатний вік | Постпрацездатний вік |
| -------- | ------- | ------------------ | ---------------- | -------------------- |
| Чоловіки | 71      | 9                  | 50               | 12                   |
| Жінки    | 81      | 13                 | 46               | 22                   |
| Разом    | 152     | 22                 | 96               | 34                   |